# La dama e l'avventuriero (film 1943)
La dama e l'avventuriero (Mr. Lucky) è un film in bianco e nero del 1943, diretto da H.C. Potter. Nel 1959, venne prodotta una serie tv dallo stesso nome, Mr. Lucky, basata sul film. Nel 1950 ne è stato prodotto un remake, I ragni della metropoli.

## Trama
Joe Adams, un uomo amante del gioco d'azzardo e del Poker, che di mestiere fa il marinaio mercantile, si ritrova ridotto alla povertà. Mentre cammina per la strada incontra Dorothy Bryant, che è stata nominata presidente di un'organizzazione per aiutare i militari feriti in guerra ed è molto facoltosa. Dorothy invita Joe a una festa di beneficenza per vittime di guerra. Inizialmente Joe non accetta, ma decide successivamente di andarci quando Dorothy gli dà il permesso di organizzare dei giochi d'azzardo durante la festa, pensando nel frattempo alla possibilità di rubare i fondi insieme a dei gangster per fini illeciti. Joe riesce ad organizzare una partita di Poker animando la serata e aumentando a dismisura gli incassi. Intanto si innamora follemente di Dorothy e, insieme ai gangster, riesce a trovare e a rubare le donazioni per i malati di guerra provenienti dalla serata. L'amore per Dorothy, però, gli fa comprendere di aver sbagliato e si pente delle sue malazioni. In seguito, Joe cerca di recuperare la refurtiva e, dopo alcune avventure, riesce alla fine a restituire l'incasso della serata. Joe e Dorothy si ritrovano e lei lo perdona per aver cercato di truffare gli invitati e lei.